# Plestiodon popei
Plestiodon popei (синьохвостий сцинк Попе) — вид сцинкоподібних ящірок родини сцинкових (Scincidae). Ендемік Китаю. Вид названий на честь американського герпетолога Кліффорда Попе

## Поширення і екологія
Синьохвості сцинки Попе відомі з типової місцевості, розташованої в горах Уїшань в провінції Фуцзянь на півдні Китаю.